# Réserve nationale Las Guaitecas
La réserve nationale Las Guaitecas est une réserve nationale située dans la région Aisén del General Carlos Ibáñez del Campo au Chili. Créée le 28 octobre 1938, la réserve est dans une zone de climat tempéré océanique, avec des précipitations allant de 2 000 à 4 000 mm par an. Sa végétation est marquée par le Cyprès de Las Guaitecas (Pilgerodendron uviferum) et le Coigüe de Chiloé (Nothofagus nitida).
La présence du Guigna (Leopardus guigna), petit félin endémique de la Patagonie, est confirmée dans cette réserve.